# Faith (조지 마이클의 노래)
〈Faith〉는 1987년 같은 이름의 데뷔 솔로 음반에서 조지 마이클이 작사, 작곡한 곡이다.
4주 동안 빌보드 핫 100 차트 1위를 차지했으며, 《빌보드》에 따르면 1988년 미국에서 올해의 싱글 1위를 차지했다. 이 곡은 호주와 캐나다에서도 1위를 차지했고 영국 싱글 차트에서도 2위에 올랐다. 2001년에 이 곡은 세기의 노래 목록에서 322위에 올랐다.

## 배경
이 노래는 유명한 로큰롤 리듬인 보 디들리 비트를 포함하고 있다. 이 곡은 크리스 캐머런이 오르간을 연주하고, 왬!의 노래 〈Freedom〉을 언급하는 것으로 시작하며, 기타 연주, 손가락 클릭, 손뼉, 탬버린, 하이 햇으로 이어진다.
이 노래는 로만 폴란스키가 감독한 영화 《비터 문》에 실렸다. 더 최근에, 그것은 스티븐 스필버그의 《레디 플레이어 원》에 등장했다.

## 뮤직 비디오
이 곡의 공식 뮤직 비디오는 앤디 모라한이 감독했다. 눈에 띄는 뭉툭한 얼굴의 마이클이 '록커스 리벤지'와 BSA 로고가 새겨진 검은색 가죽 재킷과 레이밴 에비에이터 선글라스를 착용하고 카우보이 부츠에 리바이스 블루진을 입고 클래식 디자인의 월리처 주크박스 근처에서 기타를 연주하는 모습이 담겼다. 작가 밥 배첼러와 스콧 스토다트는 뮤직 비디오가 그를 "남성적인 섹스 대상"으로 묘사하고 있으며, 턱과 엉덩이와 같은 개별적인 신체 부위로 나누었다고 말한다.
이 뮤직 비디오는 마이클의 또 다른 노래의 일부도 포함하고 있다. 비디오는 〈I Want Your Sex〉를 재생하는 것으로 시작하여 〈Faith〉로 시작하는 주크박스에 의해 중단된다. 〈Faith〉의 도입부는 교회 오르간에서 연주되는 왬!의 노래 〈Freedom〉의 후렴구이다.

## 차트 성과
이 곡은 1987년 10월 말과 11월 초에 2주간 미국 빌보드 핫 100 차트에서 1위, 영국 싱글 차트에서 2위에 올랐다. 이 곡은 영국 싱글 차트에 10위로 진입했지만 비지스의 〈You Win Again〉에 밀려 1위를 지켰다.
빌보드 핫 100 차트에서 〈Faith〉는 1987년 10월 31일 54위에서 37위로 올라섰다. 1987년 12월 12일 1위에 올랐고 4주 연속 1위를 지켰다. 전체 순위에서 〈Faith〉는 9주 동안 상위 10위 안에 머물렀고, 상위 20위는 11주 동안, 상위 40위는 15주 동안 머물렀다.

## 곡 목록
7인치: 영국 / 에픽 EMU 2
1. "Faith" – 3:16
2. "Hand To Mouth" – 4:36

12인치: 영국 / 에픽 EMU T2
1. "Faith" – 3:16
2. "Faith" (Instrumental) – 3:07
3. "Hand to Mouth" – 4:36

## 인증
| 국가                                                            | 인증        | 판매량/출하량 |
| --------------------------------------------------------------- | ----------- | ------------- |
| 오스트레일리아 (ARIA)                                           | 2× 플래티넘 | 140,000       |
| 캐나다 (뮤직 캐나다)                                            | 골드        | 50,000^       |
| 네덜란드 (NVPI)                                                 | 플래티넘    | 100,000^      |
| 영국 (BPI)                                                      | 플래티넘    | 600,000       |
| 미국 (RIAA)                                                     | 골드        | 500,000^      |
| ^출하량을 기반으로 한 인증 · 판매량+스트리밍을 기반으로 한 인증 |             |               |